# 교황 베네딕토 7세
교황 베네딕토 7세(라틴어: Benedictus PP. VII, 이탈리아어: Papa Benedetto VII)는 제135대 교황(재위: 974년 10월 ~ 983년 7월 10일)이다.
베네딕토는 로마에서 스폴레토의 알베릭 2세의 동생 데오다투스(또는 다비드)의 아들로 태어났다. 교황으로 선출되기 전에 그는 수트리의 주교였던 것으로 추정된다. 귀족 집안인 투스쿨룸 백작 가문에 속해 있었던 베네딕토는 974년 10월 신성 로마 제국 황제 오토 2세의 대리자인 시코 백작의 감독 아래 실시된 로마 성직자들과 시민들의 교황 선거에서 추대를 받아 교황으로 선출되었다. 베네딕토 7세는 거의 9년 동안 조용히 로마를 통치했는데, 혼란스러웠던 당시 정세에 비추어 보면 이는 매우 특이한 일이었다. 베네딕토 7세가 태어난 날짜는 확실하게 알려진 바가 없지만, 그가 알베릭 2세의 친척이며 크레센티 가문과도 관계가 있다는 것은 알려져 있다. 그는 베네딕토 6세의 뒤를 잇고 대립교황 보니파시오 7세를 대체할 타협책으로 교황으로 낙점된 인물이다. 베네딕토 7세가 선출되자 대립교황 보니파시오 7세는 즉각 파문당했으며, 교황직을 뺏기 위한 그의 시도는 실패로 끝났다.
베네딕토 7세는 오토 2세와 황제와 손을 잡고 함께 수도회와 교회를 개혁하는 일에 앞장섰다. 또한 그는 이슬람교도들에게 정복당한 이래 주교들의 숫자가 가파르게 감소한 마그레브 지역의 참담한 상황을 타개하기 위한 조치로 카르타고 신자들이 보낸 야고보 신부를 주교로 서임하였다. 베네딕토 7세는 조카 필리포 알베리치와 함께 오르비에토를 방문했는데, 필리포는 그곳에 정착해 1061년 집정관이 되었다. 978년 베네딕토 7세는 프로이아 교구 때문에 빅 교구의 구획을 재편성하는 칙서를 발표함으로써 빅 교구를 대교구로 승격시킨 교황 요한 13세의 칙서를 무효화 시켰다. 981년 3월 베네딕토 7세는 성 베드로 대성전에서 소집한 시노드에서 교회의 여러 가지 부정, 특히 성직매매를 금지하는 등 강력한 대처를 주문했으며, 같은 해 9월에는 라테라노 시노드를 소집하였다.